# Enrique Estrada Faudón
Prof. Dr. Enrique Estrada Faudón (1927-17 de junio de 2013) fue un naturalista, médico, geógrafo, botánico, ecólogo, y geólogo mexicano, que realizó sistemática de plantas vasculares, en la Universidad de Guadalajara. Fallece el 17 de junio de 2013.
En mayo de 2010, donó a la máxima Casa de Estudio de Jalisco su biblioteca personal, integrada por más de ocho mil ejemplares, así como su hemeroteca, por lo que este material ya forma parte del acervo de la Biblioteca Pública del Estado "Juan José Arreola". Donó también su laboratorio. Su colección de insectos y huesos se expone en el Museo de Historia Natural, Centro Cultural Universitario de la UdeG.

## Honores
- Director del Instituto de Geografía y Estadística de la Universidad de Guadalajara.
- Vocal propietario de la Sociedad Mexicana de Geografía y Estadística[2]
- Premio Jalisco[3]

## Algunas publicaciones

### Libros
- enrique Estrada Faudón, javier Hernández Larrañaga, sara Velasco. 2004. Retrocediendo sobre mis pasos: episodios autobiográficos. Edición ilustrada de Editorial Ágata, 255 pp. ISBN 970-657-153-1
- ------------------------------. 1986. El árbol y la ciudad: adecuación de los espacios verdes en las áreas metropolitanas de México. Editor Gobierno de Jalisco, Secretaría General, Unidad Editorial, 36 pp.
- La abreviatura «E.Estrada» se emplea para indicar a Enrique Estrada Faudón como autoridad en la descripción y clasificación científica de los vegetales.[4]